# Sólstafir
Sólstafir (rayos crepusculares en islandés) es una banda islandesa de post-metal formada en Reikiavik en 1994. 

## Historia
Su éxito se debe principalmente a internet, siendo descubiertos en este medio por Ketzer Records y Neodawn Productions. Su primer álbum, Í Blóði og Anda, salió al mercado en 2002 en el sello Ars Metalli, pero este sello quebró poco tiempo después, haciendo del álbum una rareza. Han publicado cinco álbumes de estudio más, Masterpiece of Bitterness, Köld, Svartir Sandar, Ótta y Berdreyminn. Con el tiempo han cambiado su estilo musical, desde sus inicios de black metal hasta sus últimos trabajos, con fuertes influencias del post-rock.

## Miembros

### Alineación actual
- Svavar Austman - bajo (1999-presente)
- Sæþór Maríus Sæþórsson - guitarra (1999-presente)
- Aðalbjörn Tryggvason - guitarra, voz (1995-presente)

### Antiguos
- Halldór Einarsson - bajo (1995-1997)
- Guðmundur Óli Pálmason - batería (1995-2015)

## Discografía

### Álbumes de estudio
- Í Blóði og Anda (2002, Ars Metalli)
- Masterpiece of Bitterness (2005, Spinefarm Records)
- Köld (2009, Spikefarm Records)
- Svartir Sandar (2011, Season of Mist)
- Ótta (2014, Season of Mist)
- Berdreyminn (2017, Season of Mist)
- Endless Twilight of Codependent Love (2020, Season of Mist)
- Hin Helga Kvöl (2024, Century Media)

### EP
- Til Valhallar (1996)
- Black Death (2002)

### Demos
- Í Norðri (1995)
- Black Death (2002)
- Promo 2004 (2004)

### Sencillos
- Ótta (2014)